# الیور اشمیتز
الیور اشمیتز (انگلیسی: Oliver Schmitz؛ زادهٔ ۱۹۶۰ میلادی) کارگردان فیلم، فیلم‌نامه‌نویس اهل آفریقای جنوبی است..
از فیلم‌ها یا مجموعه‌های تلویزیونی که وی در آن‌ها نقش داشته است، می‌توان به پاریس، دوستت دارم اشاره نمود.